# Catathyridium lorentzii
Espèce
Catathyridium lorentzii est une espèce de poissons plats de la famille des Achiridae.